# Refinación electrolítica
Refinación electrolítica, proceso mediante el cual cobre es purificado mediante una reacción electroquímica, que permite separar este metal de sus impurezas. Para esto se introducen planchas de cobre en una solución conductora (electrolito) y se hace pasar una gran corriente, lo que produce que los átomos de cobre se depositen sobre cátodos de cobre y las impurezas queden alrededor del ánodo. Este proceso es descrito en detalle en el artículo Metalurgia del cobre.
- Datos: Q6103440